# Площадь Чайковского
Площадь Чайковского — площадь в центре Москвы в Пресненском районе Центрального административного округа вдоль Садового кольца между Поварской и Большой Никитской улицами.

## Происхождение названия
Безымянная до этого площадь получила название площадь Чайковского в июне 2021 года. Площадь названа в память о великом композиторе Петре Ильиче Чайковском (1840—1893). Площадь расположена недалеко от культурного центра имени П. И. Чайковского, сохранившего старую нумерацию дома по Кудринской площади. Дело в том, что в 1994 году в рамках декоммунизации старой улице Чайковского было возвращено историческое название Новинский бульвар, и в Москве не стало улицы композитора. Организация «Русская инициатива» выступила в 2020 году, в 180-летнюю годовщину Чайковского, с инициативой назвать именем Чайковского улицу или площадь в центре Москвы.

## Описание
Площадь ограничена с запада внутренней стороной Садовой-Кудринской улицы Садового кольца, с севера Большой Никитской улицей, а с юга — Поварской улицей. С востока к ней примыкает здание Музея «П. И. Чайковский и Москва». На противоположной, внешней, стороне Садового кольца находится Кудринская площадь.